# Rastau
Rastau (biał. Растаў; ros. Растов, Rastow; pol. hist. Rastów) – wieś na Białorusi, w obwodzie homelskim, w rejonie oktiabrskim, w sielsowiecie Pareczcza.